# Roy Alon
Roy Alon (auch Roy Allon) (* 24. April 1942 in Otley; † 1. Februar 2006 in Leeds) war ein britischer Schauspieler und Stuntman.
Roy Alon begann seine Karriere am Anfang der 1970er-Jahre. Blieben seine schauspielerischen Auftritte meist nur auf Klein- und Kleinstrollen in Episoden von Fernsehserien und manchmal von Filmen, in denen er als Stuntman auftrat, beschränkt, wirkte er als Stuntman in einigen bedeutenden Filmen mit. Darunter sind Filme wie Die Brücke von Arnheim, Rififi am Karfreitag, American Werewolf, Der rosarote Panther wird gejagt, Superman III – Der stählerne Blitz, Der Fluch des rosaroten Panthers, Indiana Jones und der Tempel des Todes, 101 Dalmatiner, die Fernsehserie Band of Brothers – Wir waren wie Brüder sowie alle James-Bond-Filme von Der Spion, der mich liebte bis Stirb an einem anderen Tag. Sein letzter Film war 2006 The Da Vinci Code – Sakrileg. Vielfach war er auch als Stuntkoordinator und als Second-Unit-Regisseur an Filmen beteiligt. Alon machte die Stunts in mehr als 150 Kinofilmen. Insgesamt steht er mit über 1000 Stuntauftritten bei einer über 30-jährigen Karriere als profiliertester Stuntman im Guinness-Buch der Rekorde.
Roy Alon verstarb in Leeds an einem Herzversagen.